# 608 (szám)
A 608 (római számmal: DCVIII) egy természetes szám. Nontóciens szám. Boldog szám.

## A szám a matematikában
A tízes számrendszerbeli 608-as a kettes számrendszerben 1001100000, a nyolcas számrendszerben 1140, a tizenhatos számrendszerben 260 alakban írható fel.
A 608 páros szám, összetett szám, kanonikus alakban a 25 · 191 szorzattal, normálalakban a 6,08 · 102 szorzattal írható fel. Tizenkettő osztója van a természetes számok halmazán, ezek növekvő sorrendben: 1, 2, 4, 8, 16, 19, 32, 38, 76, 152, 304 és 608.
A 608 négyzete 369 664, köbe 224 755 712, négyzetgyöke 24,65766, köbgyöke 8,47165, reciproka 0,0016447. A 608 egység sugarú kör kerülete 3820,17667 egység, területe 1 161 333,707 területegység; a 608 egység sugarú gömb térfogata 941 454 524,9 térfogategység.